# Kożuun
Kożuun (ros. Кожуун), pierwotnie choszuun (хошуун) – jednostka podziału administracyjnego autonomicznej rosyjskiej republiki Tuwy, odpowiadająca rejonowi w większości innych podmiotów Federacji Rosyjskiej.
Obecnie terytorium Tuwy podzielone jest na 17 kożuunów.